# Wioślarstwo na Letnich Igrzyskach Olimpijskich 2012 – jedynka kobiet
Jedynka kobiet to jedna z konkurencji wioślarskich rozegranych podczas Letnich Igrzysk Olimpijskich 2012, która odbyła się między 28 lipca a 4 sierpnia na obiekcie Dorney Lake.

## Terminarz
| Data            | Godzina |               |
| --------------- | ------- | ------------- |
| 28 lipca 2012   | 13:30   | Eliminacje    |
| 29 lipca 2012   | 10:20   | Repasaże      |
| 31 lipca 2012   | 11:40   | Ćwierćfinały  |
| 2 sierpnia 2012 | 09:30   | Półfinały C/D |
| 2 sierpnia 2012 | 11:10   | Półfinały A/B |
| 4 sierpnia 2012 | 09:30   | Finał E       |
| 4 sierpnia 2012 | 09:50   | Finał D       |
| 4 sierpnia 2012 | 10:20   | Finał C       |
| 4 sierpnia 2012 | 11:00   | Finał B       |
| 4 sierpnia 2012 | 12:30   | Finał         |

## Wyniki

### Eliminacje
Pierwsze cztery zawodniczki awansowały bezpośrednio do ćwierćfinałów, a pozostałe walczyły w repasażach.

#### Bieg 1
Wyniki:
| Pozycja | Wioślarka          | Kraj          | Czas    | Notatki |
| ------- | ------------------ | ------------- | ------- | ------- |
| 1       | Emma Twigg         | Nowa Zelandia | 7:40.24 | Q       |
| 2       | Donata Vištartaitė | Litwa         | 7:43.07 | Q       |
| 3       | Sanita Puspure     | Irlandia      | 7:49.35 | Q       |
| 4       | Kissya da Costa    | Brazylia      | 8:07.75 | Q       |
| 5       | Lúcia Palermo      | Argentyna     | 8:07.89 | R       |
| 6       | Soulmaz Abbasi     |               | 8:17.46 | R       |

#### Bieg 2
| Pozycja | Wioślarka            | Kraj             | Czas    | Notatki |
| ------- | -------------------- | ---------------- | ------- | ------- |
| 1       | Kim Crow             | Australia        | 7:41.18 | Q       |
| 2       | Nataliya Mustafayeva | Azerbejdżan      | 7:46.01 | Q       |
| 3       | Micheen Thornycroft  | Zimbabwe         | 7:47.10 | Q       |
| 4       | Yariulvis Cobas      | Kuba             | 7:48.58 | Q       |
| 5       | Camila Vargas Palomo | Salwador         | 8:01.60 | R       |
| 6       | Kim Ye-Ji            | Korea Południowa | 8:04.68 | R       |

#### Bieg 3
| Pozycja | Wioślarka                      | Kraj       | Czas    | Notatki |
| ------- | ------------------------------ | ---------- | ------- | ------- |
| 1       | Miroslava Knapková             | Czechy     | 7:24.17 | Q       |
| 2       | Fie Udby Erichsen              | Dania      | 7:29.37 | Q       |
| 3       | Marie-Louise Dräger            | Niemcy     | 7:44.23 | Q       |
| 4       | Phuttharaksa Neegree Rodenburg | Tajlandia  | 7:52.62 | Q       |
| 5       | Swietłana Giermanowicz         | Kazachstan | 8:01.94 | R       |
| 6       | Racha Soula                    | Tunezja    | 8:19.31 | R       |

#### Bieg 4
| Pozycja | Wioślarka                  | Kraj     | Czas    | Notatki |
| ------- | -------------------------- | -------- | ------- | ------- |
| 1       | Zhang Xiuyun               |          | 7:21.49 | Q       |
| 2       | Frida Svensson             | Szwecja  | 7:32.61 | Q       |
| 3       | Gabriela Mosqueira Benítez | Paragwaj | 7:52.07 | Q       |
| 4       | Haruna Sakakibara          | Japonia  | 7:52.98 | Q       |
| 5       | Shwe Zin Latt              | Mjanma   | 8:10.15 | R       |

#### Bieg 5
| Pozycja | Wioślarka              | Kraj              | Czas    | Notatki |
| ------- | ---------------------- | ----------------- | ------- | ------- |
| 1       | Kaciaryna Karsten      | Białoruś          | 7:30.31 | Q       |
| 2       | Julija Lewina          | Rosja             | 7:32.06 | Q       |
| 3       | Genevra Stone          | Stany Zjednoczone | 7:33.68 | Q       |
| 4       | Debora Oakley González | Meksyk            | 8:00.17 | Q       |
| 5       | Amina Rouba            | Algieria          | 8:15.94 | R       |

### Repasaże
Pierwsze dwie z każdego biegu awansowały do ćwierćfinałów.

#### Repasaż 1
Wyniki:
| Pozycja | Wioślarka              | Kraj             | Czas    | Notatki |
| ------- | ---------------------- | ---------------- | ------- | ------- |
| 1       | Kim Ye-Ji              | Korea Południowa | 7:50.64 | Q       |
| 2       | Lúcia Palermo          | Argentyna        | 7:52.49 | Q       |
| 3       | Swietłana Giermanowicz | Kazachstan       | 7:53.63 |         |
| 4       | Amina Rouba            | Algieria         | 8:12.83 |         |

#### Repasaż 2
| Pozycja | Wioślarka            | Kraj     | Czas    | Notatki |
| ------- | -------------------- | -------- | ------- | ------- |
| 1       | Camila Vargas Palomo | Salwador | 7:53.38 | Q       |
| 2       | Soulmaz Abbasi       |          | 8:05.99 | Q       |
| 3       | Shwe Zin Latt        | Mjanma   | 8:09.59 |         |
| 4       | Racha Soula          | Tunezja  | 8:10.76 |         |

### Ćwierćfinały
Pierwsze trzy zawodniczki z każdego biegu zakwalifikowały się do półfinałów.

#### Ćwierćfinał 1
Wyniki:
| Pozycja | Wioślarka                  | Kraj          | Czas    | Notatki |
| ------- | -------------------------- | ------------- | ------- | ------- |
| 1       | Kim Crow                   | Australia     | 7:34.29 | Q       |
| 2       | Emma Twigg                 | Nowa Zelandia | 7:39.07 | Q       |
| 3       | Marie-Louise Dräger        | Niemcy        | 7:52.17 | Q       |
| 4       | Debora Oakley González     | Meksyk        | 8:10.97 |         |
| 5       | Gabriela Mosqueira Benítez | Paragwaj      | 8:14.36 |         |
| 6       | Soulmaz Abbasi             |               | 8:27.28 |         |

#### Ćwierćfinał 2
| Pozycja | Wioślarka            | Kraj              | Czas    | Notatki |
| ------- | -------------------- | ----------------- | ------- | ------- |
| 1       | Miroslava Knapková   | Czechy            | 7:35.35 | Q       |
| 2       | Genevra Stone        | Stany Zjednoczone | 7:39.67 | Q       |
| 3       | Frida Svensson       | Szwecja           | 7:40.64 | Q       |
| 4       | Sanita Puspure       | Irlandia          | 7:44.19 |         |
| 5       | Yariulvis Cobas      | Kuba              | 7:56.89 |         |
| 6       | Camila Vargas Palomo | Salwador          | 8:07.67 |         |

#### Ćwierćfinał 3
| Pozycja | Wioślarka                      | Kraj      | Czas    | Notatki |
| ------- | ------------------------------ | --------- | ------- | ------- |
| 1       | Zhang Xiuyun                   |           | 7:39.58 | Q       |
| 2       | Julija Lewina                  | Rosja     | 7:41.28 | Q       |
| 3       | Donata Vištartaitė             | Litwa     | 7:45.68 | Q       |
| 4       | Micheen Thornycroft            | Zimbabwe  | 7:56.66 |         |
| 5       | Lúcia Palermo                  | Argentyna | 8:06.47 |         |
| 6       | Phuttharaksa Neegree Rodenburg | Tajlandia | 8:16.50 |         |

#### Ćwierćfinał 4
| Pozycja | Wioślarka            | Kraj             | Czas    | Notatki |
| ------- | -------------------- | ---------------- | ------- | ------- |
| 1       | Fie Udby Erichsen    | Dania            | 7:38.93 | Q       |
| 2       | Kaciaryna Karsten    | Białoruś         | 7:42.00 | Q       |
| 3       | Nataliya Mustafayeva | Azerbejdżan      | 8:00.26 | Q       |
| 4       | Kim Ye-Ji            | Korea Południowa | 8:00.26 |         |
| 5       | Haruna Sakakibara    | Japonia          | 8:12.26 |         |
| 6       | Kissya da Costa      | Brazylia         | 8:12.85 |         |

### Półfinały

#### Półfinały C/D
Pierwsze trzy awansowały do Finału C, a pozostałe do Finału D.

##### Półfinał 1
Wyniki:
| Pozycja | Wioślarka                      | Kraj      | Czas    | Notatki |
| ------- | ------------------------------ | --------- | ------- | ------- |
| 1       | Sanita Puspure                 | Irlandia  | 7:51.69 | Q       |
| 2       | Kissya da Costa                | Brazylia  | 8:01.64 | Q       |
| 3       | Phuttharaksa Neegree Rodenburg | Tajlandia | 8:03.91 | Q       |
| 4       | Lúcia Palermo                  | Argentyna | 8:09.85 |         |
| 5       | Debora Oakley Gonzalez         | Meksyk    | 8:14.03 |         |
| 6       | Soulmaz Abbasi                 |           | 8:30.74 |         |

##### Półfinał 2
Wyniki:
| Pozycja | Wioślarka                  | Kraj             | Czas    | Notatki |
| ------- | -------------------------- | ---------------- | ------- | ------- |
| 1       | Micheen Thornycroft        | Zimbabwe         | 7:51.02 | Q       |
| 2       | Yariulvis Cobas            | Kuba             | 7:54.22 | Q       |
| 3       | Camila Vargas Palomo       | Salwador         | 7:57.22 | Q       |
| 4       | Kim Ye-Ji                  | Korea Południowa | 7:59.78 |         |
| 5       | Haruna Sakakibara          | Japonia          | 8:05.65 |         |
| 6       | Gabriela Mosqueira Benítez | Paragwaj         | 8:10.15 |         |

#### Półfinały A/B
Pierwsze trzy awansowały do Finału A, a pozostałe do Finału B.

##### Półfinał 1
Wyniki:
| Pozycja | Wioślarka           | Kraj      | Czas    | Notatki |
| ------- | ------------------- | --------- | ------- | ------- |
| 1       | Miroslava Knapková  | Czechy    | 7:42.57 | Q       |
| 2       | Kim Crow            | Australia | 7:44.69 | Q       |
| 3       | Kaciaryna Karsten   | Białoruś  | 7:44.94 | Q       |
| 4       | Julija Lewina       | Rosja     | 7:48.95 |         |
| 5       | Donata Vištartaitė  | Litwa     | 7:56.05 |         |
| 6       | Marie-Louise Dräger | Niemcy    | 8:01.05 |         |

##### Półfinał 2
Wyniki:
| Pozycja | Wioślarka            | Kraj              | Czas    | Notatki |
| ------- | -------------------- | ----------------- | ------- | ------- |
| 1       | Fie Udby Erichsen    | Dania             | 7:44.33 | Q       |
| 2       | Zhang Xiuyun         |                   | 7:45.58 | Q       |
| 3       | Emma Twigg           | Nowa Zelandia     | 7:46.71 | Q       |
| 4       | Genevra Stone        | Stany Zjednoczone | 7:52.98 |         |
| 5       | Frida Svensson       | Szwecja           | 7:54.52 |         |
| 6       | Nataliya Mustafayeva | Azerbejdżan       | 8:06.83 |         |

### Finały

#### Finał E
Wyniki:
| Pozycja | Wioślarka              | Kraj       | Czas    | Notatki |
| ------- | ---------------------- | ---------- | ------- | ------- |
| 1       | Swietłana Giermanowicz | Kazachstan | 8:37.08 |         |
| 2       | Amina Rouba            | Algieria   | 8:42.23 |         |
| 3       | Racha Soula            | Tunezja    | 8:49.47 |         |
| 4       | Shwe Zin Latt          | Mjanma     | 8:56.06 |         |

#### Finał D
Wyniki:
| Pozycja | Wioślarka                  | Kraj             | Czas    | Notatki |
| ------- | -------------------------- | ---------------- | ------- | ------- |
| 1       | Kim Ye-Ji                  | Korea Południowa | 8:32.57 |         |
| 2       | Gabriela Mosqueira Benítez | Paragwaj         | 8:34.51 |         |
| 3       | Lúcia Palermo              | Argentyna        | 8:40.38 |         |
| 4       | Debora Oakley González     | Meksyk           | 8:40.70 |         |
| 5       | Haruna Sakakibara          | Japonia          | 8:42.90 |         |
| 6       | Soulmaz Abbasi             |                  | 8:57.98 |         |

#### Finał C
Wyniki:
| Pozycja | Wioślarka                      | Kraj      | Czas    | Notatki |
| ------- | ------------------------------ | --------- | ------- | ------- |
| 1       | Sanita Puspure                 | Irlandia  | 7:59.77 |         |
| 2       | Micheen Thornycroft            | Zimbabwe  | 8:07.52 |         |
| 3       | Yariulvis Cobas                | Kuba      | 8:14.59 |         |
| 4       | Camila Vargas Palomo           | Salwador  | 8:19.75 |         |
| 5       | Phuttharaksa Neegree Rodenburg | Tajlandia | 8:34.11 |         |
| –       | Kissya da Costa                | Brazylia  |         | DNS     |

#### Finał B
Wyniki:
| Pozycja | Wioślarka            | Kraj              | Czas    | Notatki |
| ------- | -------------------- | ----------------- | ------- | ------- |
| 1       | Genevra Stone        | Stany Zjednoczone | 7:45.24 |         |
| 2       | Donata Vištartaitė   | Litwa             | 7:47.94 |         |
| 3       | Julija Lewina        | Rosja             | 7:49.22 |         |
| 4       | Frida Svensson       | Szwecja           | 7:56.42 |         |
| 5       | Marie-Louise Dräger  | Niemcy            | 8:11.71 |         |
| 6       | Nataliya Mustafayeva | Azerbejdżan       | 8:23.64 |         |

#### Finał A
Wyniki:
| Pozycja | Wioślarka          | Kraj          | Czas    | Notatki |
| ------- | ------------------ | ------------- | ------- | ------- |
| złoto   | Miroslava Knapková | Czechy        | 7:54.37 |         |
| srebro  | Fie Udby Erichsen  | Dania         | 7:57.72 |         |
| brąz    | Kim Crow           | Australia     | 7:58.04 |         |
| 4       | Emma Twigg         | Nowa Zelandia | 8:01.76 |         |
| 5       | Kaciaryna Karsten  | Białoruś      | 8:02.86 |         |
| 6       | Zhang Xiuyun       |               | 8:03.10 |         |